# Asphodelus serotinus
Asphodelus serotinus är en grästrädsväxtart som beskrevs av Wolley-dod. Asphodelus serotinus ingår i släktet afodiller, och familjen grästrädsväxter. Inga underarter finns listade i Catalogue of Life.